# D-4D
D-4D este numele sistemului cu injecție directă de carburant dezvoltat de către Toyota Motor Corporation. Mai mult, aceasta abreviație este folosită pentru motoarele diesel Toyota care sunt echipate cu acest sistem.

## Motoare D-4D populare
1CD-FTV
Motorul 1CD-FTV a fost lansat în anul 2000 și a reprezentat primul motor diesel Toyota care avea în dotare sistemul Common Rail. Acest motor avea o cilindree de 2 litri iar puterea motorului putea ajunge până la 116 cp. Era dotat cu patru cilindri așezați în linie, avea pereții blocului motor fabricat din pereți ranforsați și deținea un turbo-compresor în geometrie variabilă. Motorul 1CD-FTV a fost fabricat până în anii 2007 și a fost montat pe  modele Toyota cum ar fi: Corolla, Avensis, Previa, Corolla Verso și RAV4.
1ND-TV
Motorul diesel 1ND-TV este dotat cu turbo-compresor și 4 cilindri în linie, are o cilindree de 1.4 l și un sistem de injecție directă de carburant de tip Common Rail. A fost realizat în anul 2001 si, din acest an a început să fie instalat pe următoarele modele Toyota: Auris, Avanza, Corolla, Etios, iQ, Ractis, Urban Cruiser, Verso-S, Yaris. Puterea sa maximă era de 68, 88 și 90 cp. Începând cu anul 2015, modelul 1ND-TV îndeplinește standardele de emisie EURO VI.
KD-FTV
Acesta serie de motoare diesel este o serie cu motoare în 4 cilindri plus doi arbori cu came cât și o turbină. Din această serie, 1KD-FTV a fost prima generatie, a fost introdusă în anul 2000 și a contat dintr-un motor de 3 litri cu o putere de 172 cp. Motorul a fost instalat pe următoarele autovehicule: Toyota Land Cruiser Prado, Toyota Hilux Surf, Toyota Fortuner, Toyota Hiace și Toyota Hilux. A doua generație a avut indexul  2KD-FTV. Motorul a apărut în anul 2001 și, spre deosebire de predecesorul său, caracteristica acestei generații a fost reducerea capacității cilindrice și puterii maxime la 2.5 l și, respectiv, la 142 cp. Acest motor a fost instalat la linia de vehicule Toyota: Fortuner, Hilux, Hiace și Innova.
AD-FTV
Prima generatie din aceasta serie de motoare diesel în linie DOHC  a apărut în anul 2005. 1AD-FTV avea turbo-compresor, o cilindree de 2.0 l și o putere de 127 cp. A doua generație, 2AD-FTV, la fel ca și prima, era echipată cu D-4D Common Rail și cu turbo-compresor cu geometrie variabilă dar avea o altă cilindree, respectiv de până la 2,2 litri. Puterea maximă varia între 136 și 149 cp. Următoarea generație deținea indexul 2AD-FHV. Aceste sisteme de putere aveau următoarele caracteristici: injectoare piezoelectrice de viteză mare, sistem D-CAT pentru reducerea emisiilor de gaze, rată de compresie de 15.7:1, care era cea mai coborâtă din întreaga serie. Ca și motoarele  2AD-FTV, cilindreea nu depășea 2.2 litri. Puterea era de la 174 pana la 178 cp. Motoarele din aceasta serie au fost montate pe următoarele modele Toyota: RAV4, Avensis, Corolla Verso, Auris, Verso, Corolla.
1WW
În anul 2013 au fost prezentate motoarele 1WW. Erau o altă serie de motoare diesel de tip  DOHC în 4 cilindri aranjați în linie. Puterea motoarelor de 1.6 litri putea ajunge la 110 cp iar rata de compresie era de 16.5:1. În anul 2015 au apărut motoarele 1WW  și au fost făcute pentru Toyota Verso și Toyota Auris.
GD-FTV
În anul 2015 au apărut motoarele din seria GD. Prima generație a fost indexată ca și  1GD-FTV. Această generație a fost reprezentată de către un motor de 2.8 litri cilindri în linie, 175 cai putere, tip DOHC de motor cu 4 cilindri și turbo-compresor în geometrie variabilă. Motoarele 2GD-FTV din generația a doua aveau o cilindree și putere mai mică: 2.4 litri și 147 cai-putere. Rata de compresie a motoarelor din ambele generații era aceeași - 15.6:1. Motoarele au fost instalate pe Toyota Hilux, Toyota Land Cruiser Prado, Toyota Fortuner și Toyota Innova.
1VD-FTV
Seriile VD au reprezentat o nouă etapă în istoria motoarelor din acest brand japonez. Ele au fost primele motoare V diesel în 8 cilindri. Cilindreea era de 4.5 litri. Erau dotate cu sistem D-4D și cu unul sau doua turbo-compresoare cu geometrie variabilă. Rata de compresie ajungea la 16.8:1. Puterea maximă a motoarelor cu turbo-compresie simplă era de 202 cp, iar cele cu turbină dublă — 268 cp.